# یانگی-آئول (شهرستان ایشیمبایسکی، باشقیرستان)
یانگی-آئول (انگلیسی: Yangi-Aul, Ishimbaysky District, Republic of Bashkortostan) یک شهرک در شهرستان ایشیمبایسکی استان باشقیرستان کشور روسیه است.